# Dicranocnemus pulverulentus
Dicranocnemus pulverulentus är en skalbaggsart som beskrevs av Hermann Burmeister 1844. Dicranocnemus pulverulentus ingår i släktet Dicranocnemus och familjen Melolonthidae. Inga underarter finns listade i Catalogue of Life.